# Vitesse par équipes masculine aux Jeux olympiques d'été de 2024
Cet article traite de l'épreuve masculine. Pour la compétition féminine, voir Vitesse par équipes féminine aux Jeux olympiques d'été de 2024.
Navigation
Tokyo 2020 Los Angeles 2028
La vitesse par équipes masculine, épreuve de cyclisme sur piste des Jeux olympiques d'été de 2024, a lieu les 5 et 6 août 2024 sur le Vélodrome national de Saint-Quentin-en-Yvelines.

## Médaillés
| Or                                                               | Argent                                                   | Bronze                                                           |
| Pays-Bas- Roy van den Berg - Harrie Lavreysen - Jeffrey Hoogland | Grande-Bretagne- Ed Lowe - Hamish Turnbull - Jack Carlin | Australie- Leigh Hoffman - Matthew Richardson - Matthew Glaetzer |

## Site de la compétition

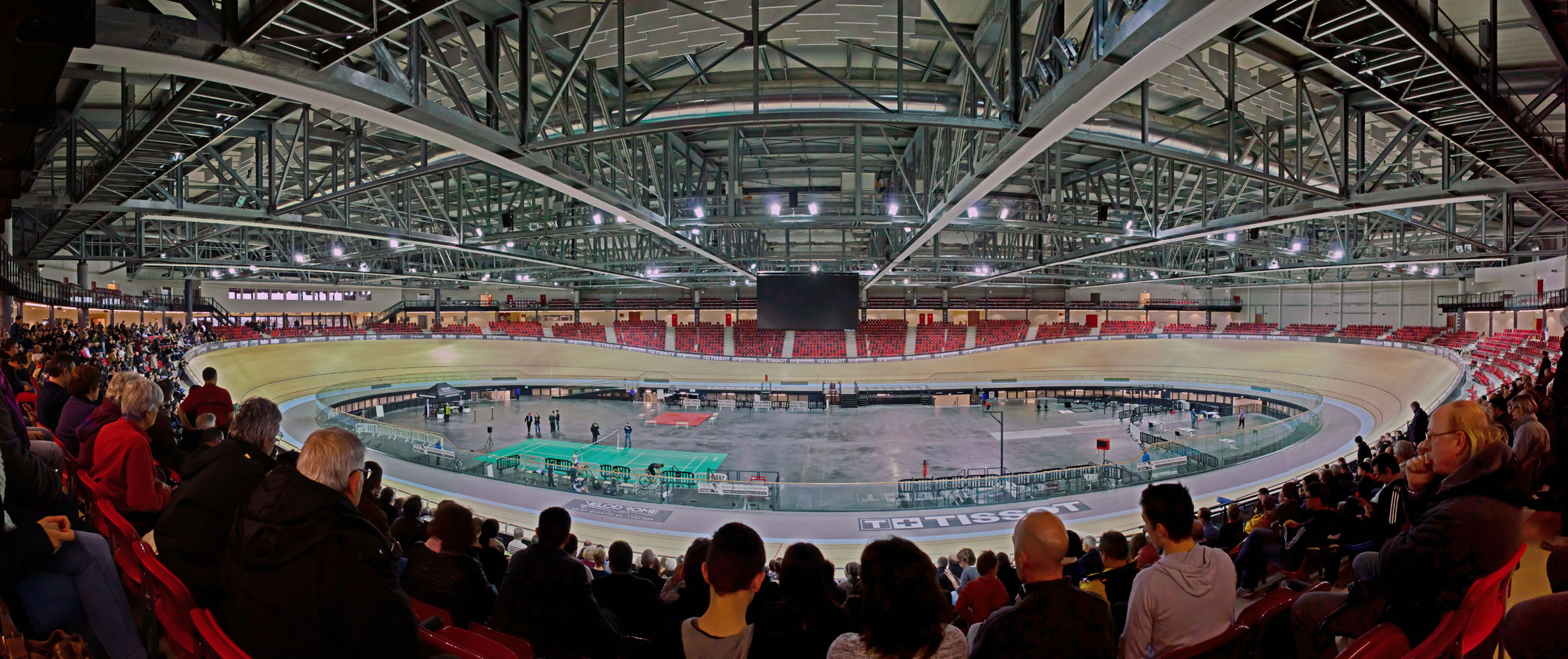
Vélodrome national en 2014.

Les épreuves de cyclisme sur piste ont lieu sur le Vélodrome national de Saint-Quentin-en-Yvelines. Contrairement à ce que son nom laisse supposer, il est situé sur la commune de Montigny-le-Bretonneux à l'ouest de Paris, à 36 km du village olympique. Il a été construit en 2011 et a une capacité de 5 000 spectateurs.

## Programme
| Date         | Horaire  | Manche         |
| ------------ | -------- | -------------- |
| Lundi 5 août | 17 h 00  | Qualifications |
| Mardi 6 août | 17 h 30  | Premier tour   |
| Mardi 6 août | à suivre | Finales        |

## Format de la compétition
La compétition débute par un tour de qualifications qui permet de classer les équipes selon leur temps et d'attribuer les duels du premier tour selon l'ordre suivant : 1re contre 8e, 2e contre 7e, 3e contre 6e et 4e contre 5e.
Lors du premier tour, les quatre duels attribuent les places pour les finales : les deux vainqueurs les plus rapides participent à la finale pour la médaille d'or, les deux vainqueurs les plus lents s'affrontent pour le bronze et les 4 autres équipes disputent des matches de classement. 

## Résultats détaillés

### Qualifications
| Rang | Pays            | Cyclistes                                          | Résultat | Notes |
| ---- | --------------- | -------------------------------------------------- | -------- | ----- |
| 1    | Pays-Bas        | Roy van den Berg Harrie Lavreysen Jeffrey Hoogland | 41 s 279 |       |
| 2    | Grande-Bretagne | Ed Lowe Hamish Turnbull Jack Carlin                | 41 s 862 |       |
| 3    | Australie       | Leigh Hoffman Matthew Richardson Matthew Glaetzer  | 42 s 072 |       |
| 4    | Japon           | Yoshitaku Nagasako Kaiya Ota Yuta Obara            | 42 s 174 |       |
| 5    | France          | Florian Grengbo Sébastien Vigier Rayan Helal       | 42 s 267 |       |
| 6    | Chine           | Guo Shuai Zhou Yu Liu Qi                           | 42 s 606 |       |
| 7    | Allemagne       | Luca Spiegel Stefan Bötticher Maximilian Dörnbach  | 43 s 009 |       |
| 8    | Canada          | Tyler Rorke Nick Wammes James Hedgcock             | 43 s 905 |       |

### Premier tour
Les vainqueurs des quatre duels se qualifient pour les finales qui attribuent les médailles : les deux plus rapides disputent les médailles d'or et d'argent (FA), et les deux vainqueurs les plus lents s'affrontent pour le bronze (FB). 
| Rang | Série | Pays            | Cyclistes                                          | Résultat | Notes      |
| ---- | ----- | --------------- | -------------------------------------------------- | -------- | ---------- |
| 1    | 4     | Pays-Bas        | Roy van den Berg Harrie Lavreysen Jeffrey Hoogland | 41 s 191 | FA, RM, RO |
| 2    | 3     | Grande-Bretagne | Ed Lowe Hamish Turnbull Jack Carlin                | 41 s 819 | FA         |
| 3    | 2     | Australie       | Leigh Hoffman Matthew Richardson Matthew Glaetzer  | 42 s 336 | FB         |
| 4    | 1     | France          | Florian Grengbo Sébastien Vigier Rayan Helal       | 42 s 376 | FB         |
| 5    | 3     | Allemagne       | Luca Spiegel Nik Schröter Maximilian Dörnbach      | 42 s 348 |            |
| 6    | 1     | Japon           | Yoshitaku Nagasako Kaiya Ota Yuta Obara            | 42 s 569 |            |
| 7    | 2     | Chine           | Guo Shuai Zhou Yu Liu Qi                           | 42 s 635 |            |
| 8    | 4     | Canada          | Tyler Rorke Nick Wammes James Hedgcock             | 43 s 666 |            |

### Finales
| Rang                               | Pays            | Cyclistes                                          | Résultat | Notes  |
| ---------------------------------- | --------------- | -------------------------------------------------- | -------- | ------ |
| Médaille d'or, Jeux olympiques     | Pays-Bas        | Roy van den Berg Harrie Lavreysen Jeffrey Hoogland | 40 s 949 | RM, RO |
| Médaille d'argent, Jeux olympiques | Grande-Bretagne | Ed Lowe Hamish Turnbull Jack Carlin                | 41 s 814 |        |

| Rang                                | Pays      | Cyclistes                                         | Résultat | Notes |
| ----------------------------------- | --------- | ------------------------------------------------- | -------- | ----- |
| Médaille de bronze, Jeux olympiques | Australie | Leigh Hoffman Matthew Richardson Matthew Glaetzer | 41 s 597 |       |
| 4                                   | France    | Florian Grengbo Sébastien Vigier Rayan Helal      | 41 s 993 |       |

| Rang | Pays      | Cyclistes                                     | Résultat | Notes |
| ---- | --------- | --------------------------------------------- | -------- | ----- |
| 5    | Japon     | Yoshitaku Nagasako Kaiya Ota Yuta Obara       | 42 s 078 |       |
| 6    | Allemagne | Luca Spiegel Nik Schröter Maximilian Dörnbach | 42 s 280 |       |

| Rang | Pays   | Cyclistes                              | Résultat | Notes |
| ---- | ------ | -------------------------------------- | -------- | ----- |
| 7    | Chine  | Guo Shuai Zhou Yu Liu Qi               | 42 s 532 |       |
| 8    | Canada | Tyler Rorke Nick Wammes James Hedgcock | 43 s 944 |       |